# マドハール・ジャフリー
マドハール・ジャフリー（Madhur Jaffrey、1933年8月13日 - ）は、インドの女優。

## 出演作品
- 25年目の弦楽四重奏
- New Girl　～ダサかわ女子と三銃士 シーズン1
- サイク/名探偵はサイキック? シーズン4
- フィービー・イン・ワンダーランド
- LAW & ORDER　クリミナル・インテント シーズン7
- LAW & ORDER　クリミナル・インテント シーズン5
- LAW & ORDER： 性犯罪特捜班 シーズン7
- コットン・メリー （コットン・メリー）
- ボンベイ大捜査線
- プリンセスの自叙伝
- インドのシェイクスピア